# Escuela Superior de las Artes de Zúrich
La Escuela Superior de las Artes de Zúrich (en alemán: Zürcher Hochschule der Künste; en francés: Haute École d'art de Zurich) tiene un aproximado de 3.000 estudiantes, lo que la convierte en la más grande universidad de artes en Suiza. El centro educativo fue fundado en 2007, tras la fusión de la Escuela de Arte y Diseño (HGKZ) y la Escuela de Música, Teatro, y Danza (HMT). ZHdK es una de las cuatro universidades afiliadas a Zürcher Fachhochschule. La escuela oferta cursos de Licenciatura y máster y otros programas de educación en el arte, el diseño, la música, la educación artística, teatro, cine, danza y estudios transdisciplinarios. También es activo en la investigación, especialmente en el diseño artístico de investigación.